# Харисбург (Небраска)
Харисбург (енгл. Harrisburg) насељено је место без административног статуса у америчкој савезној држави Небраска.

## Демографија
По попису из 2010. године број становника је 100, што је 25 (33,3%) становника више него 2000. године.
| Група             | 2000.      | 2010.      |
| Белци             | 72 (96,0%) | 92 (92,0%) |
| Афроамериканци    | 0 (0,0%)   | 0 (0,0%)   |
| Азијати           | 0 (0,0%)   | 0 (0,0%)   |
| Хиспаноамериканци | 2 (2,7%)   | 3 (3,0%)   |
| Укупно            | 75         | 100        |